# 御神楽岳
御神楽岳（みかぐらだけ）は、新潟県東蒲原郡阿賀町の南東部にある山。標高は1,386.5m。

## 概要
越後山脈に位置し、浅草岳とともに、新潟県側と福島県側の分水嶺になる主要な山。急峻な尾根や岩壁から「下越の谷川岳」、「会越の谷川岳」とも称される。山頂付近および東側の尾根は緑色凝灰岩が露出する岩壁からなる。なお、山頂には二等三角点「御神楽岳」が設置されている。周辺にはブナの原生林が残り、野生の動物相も豊かで、県境の本名御神楽（ほんなみかぐら：標高1,266m）の稜線付近は、林野庁の「奥会津森林生態系保護地域」の保存地区に設定されている。
山頂からは、南に本名御神楽・貉ヶ森山・会津朝日岳。南西に浅草岳・守門岳。西に矢筈岳・東に笠倉山と県境の山々が見渡せる。

## 歴史
古くから信仰の対象とされてきた山で、福島県会津美里町の伊佐須美神社縁起では、紀元前88年（崇神天皇10年）、四道将軍大毘古命と建沼河別命の親子が蝦夷を平定するため北陸道と東海道に派遣された折、出会った土地を「会津」と名付け、天津岳山頂に国土開拓の祖神として諾冉二神を祀ったのが起源といい、のちにこの山を御神楽岳と号したという。その後、山頂に鎮座していた神社は博士山・明神ヶ岳を経て、現在の会津美里町に遷座された。
江戸時代の文化年間に編纂された『新編会津風土記』では、「昔高田村伊佐須美明神此山ニ鎮座アリシ時、西山日光寺ノ僧覚道神楽ヲ奏セリ、山ノ名コレニ因ルト云」とある。新潟県側に「覚道の頭」という岩場があり、山頂付近および東側の尾根には「雨乞峰」「山伏尾根」など山岳信仰の修験とのかかわりのある地名がある。

## 登山
新潟県側
- 阿賀町の国道49号から新潟県道227号室谷津川線へ入り、国道から約17.4km地点の室谷地区から登山口へ向かう林道を約3.6kmで室谷登山口駐車場。
  - 室谷登山口から雨乞峰を経て山頂まで約4.5km、約3時間40分。

福島県側
- 金山町にある本名ダム堤体左岸の国道252号との分岐から新潟県側に通じる林道本名室谷線を上り、途中の山中の分岐を三条林道へ別れ、御神楽岳登山口まで林道を約8.4km。比較的広い駐車場は約7.7km地点にある。
  - 御神楽岳登山口から八乙女ノ滝・八丁洗板・杉山ヶ崎・熊打場・御神楽岳管理舎（避難小屋）・本名御神楽を経て山頂まで約5.9km、約4時間20分。

### 主な遭難・事故
- 1970年（昭和45年）11月14日 - 地元の男性が登山中に遭難、17日後に自力で帰還する出来事があった[1]。

## 参考画像

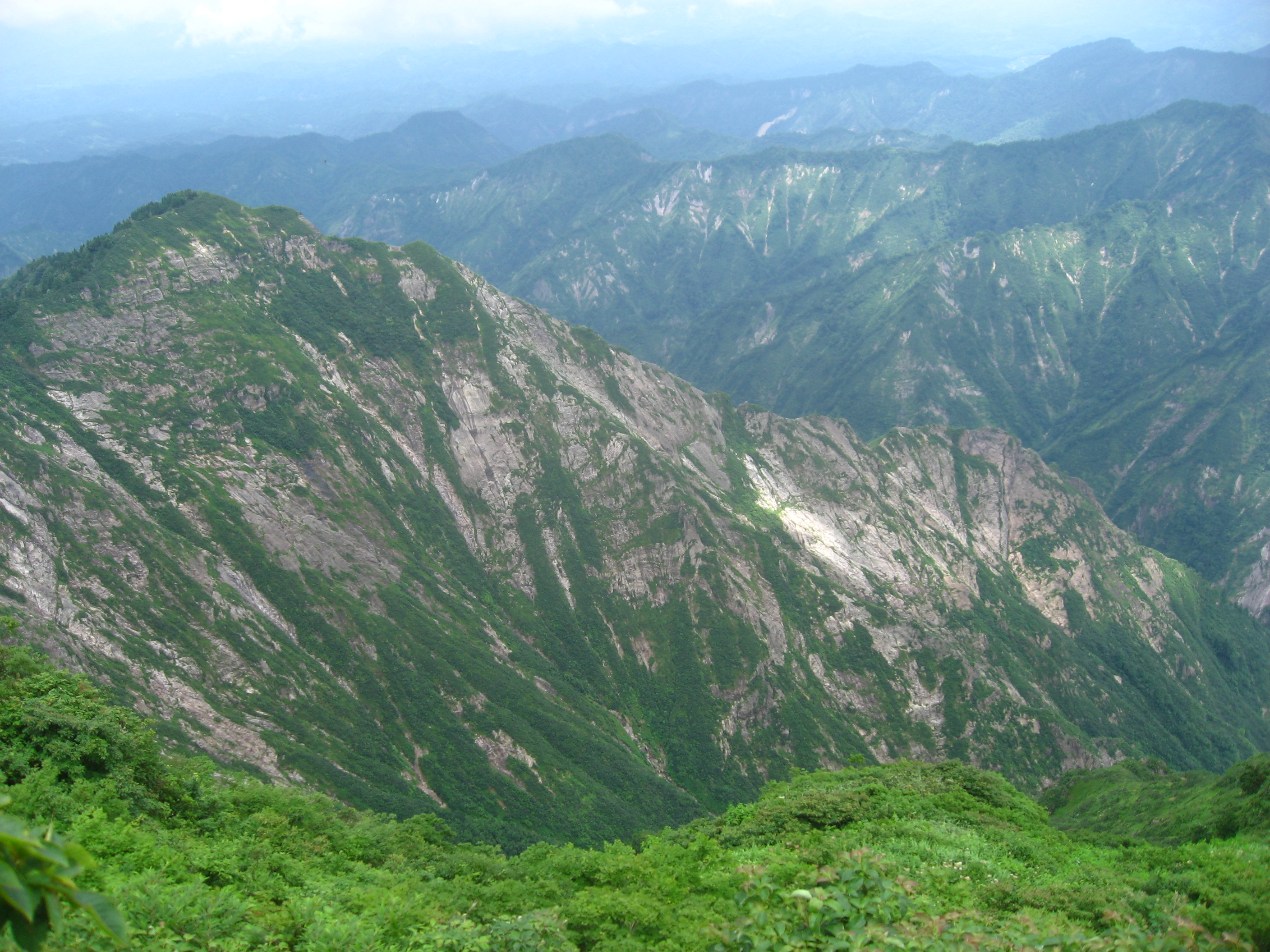
山頂から水晶尾根
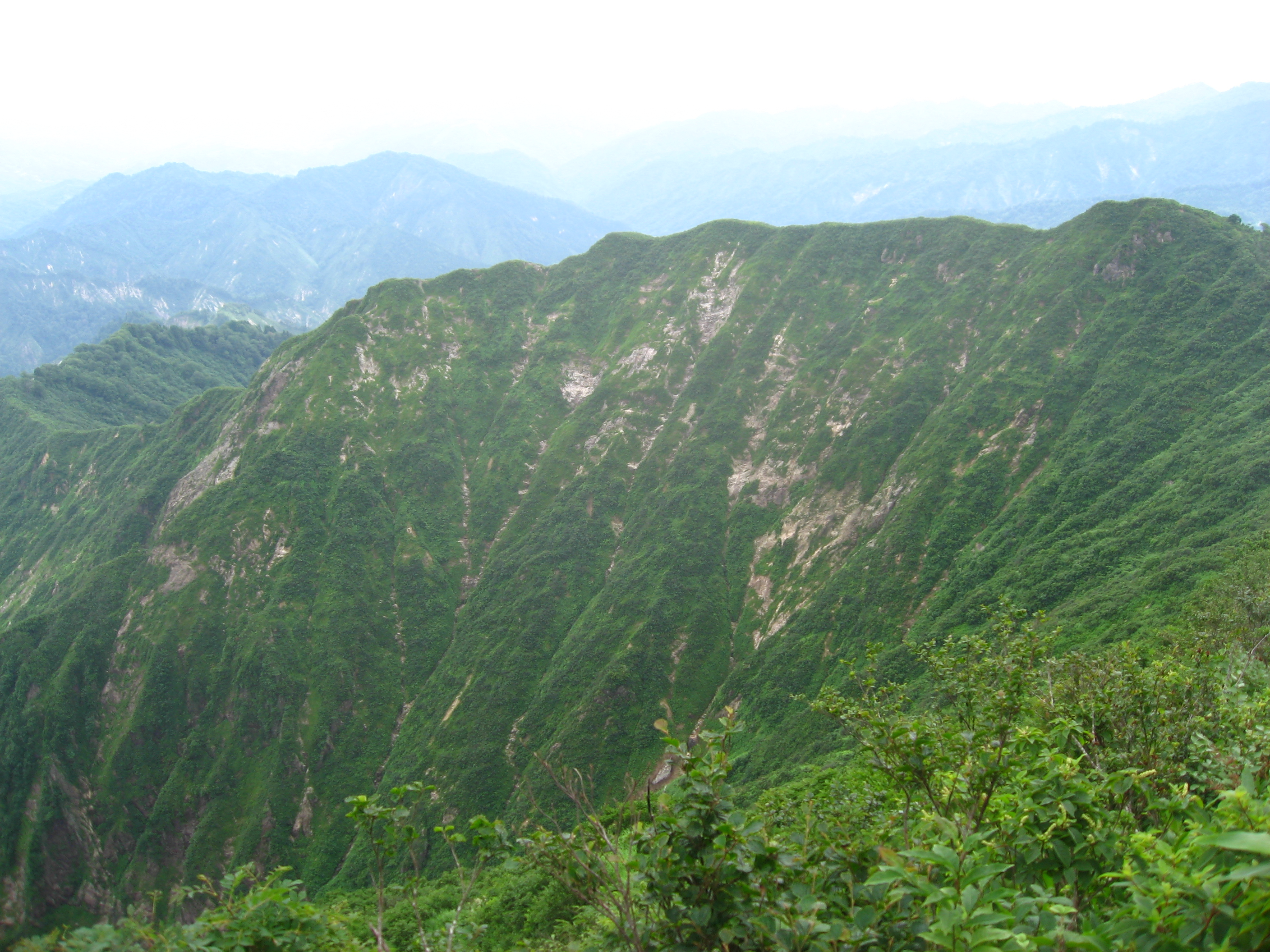
山頂付近から県境の稜線を望む、右のピークが本名御神楽
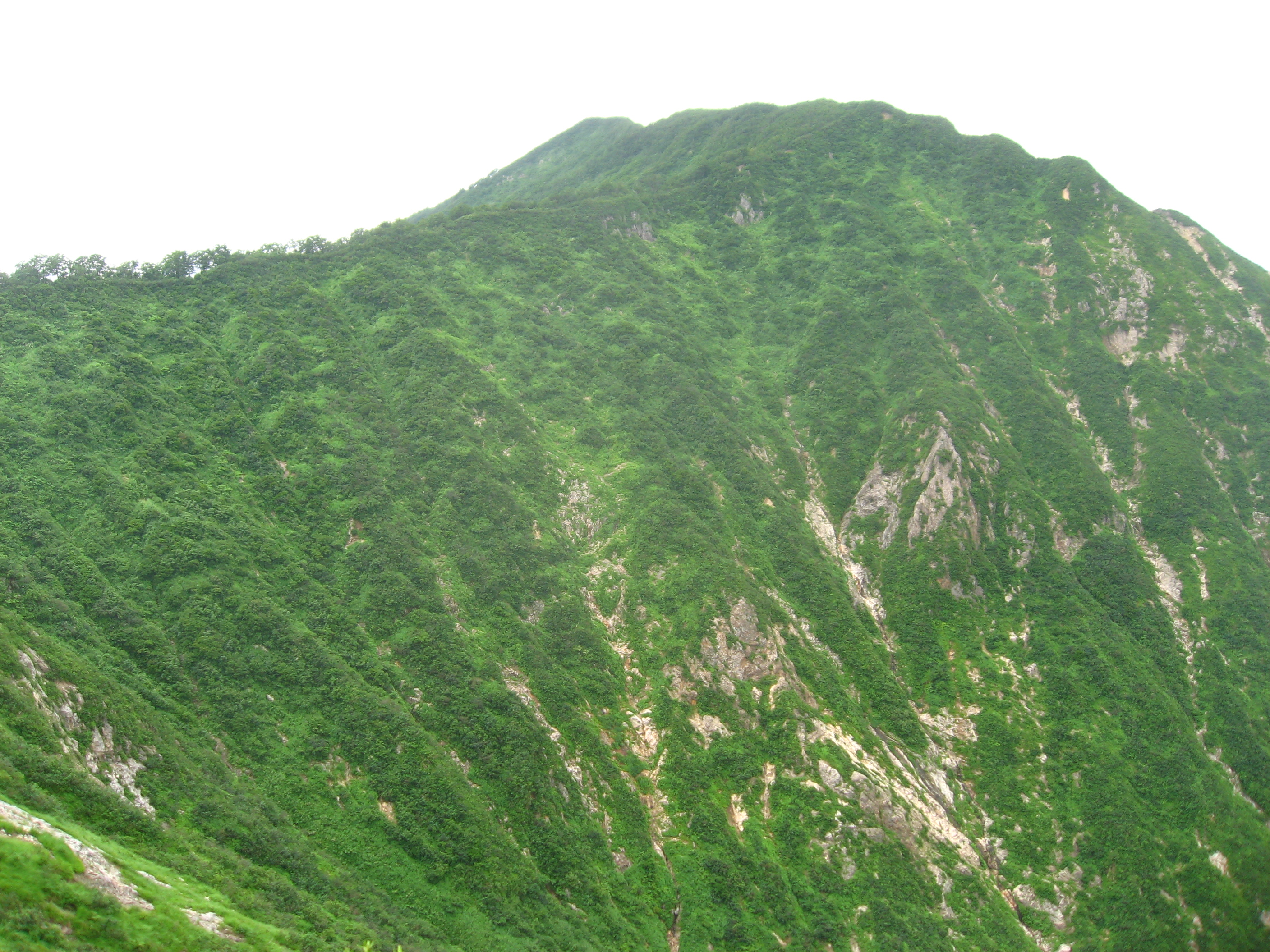
本名御神楽付近の県境稜線から
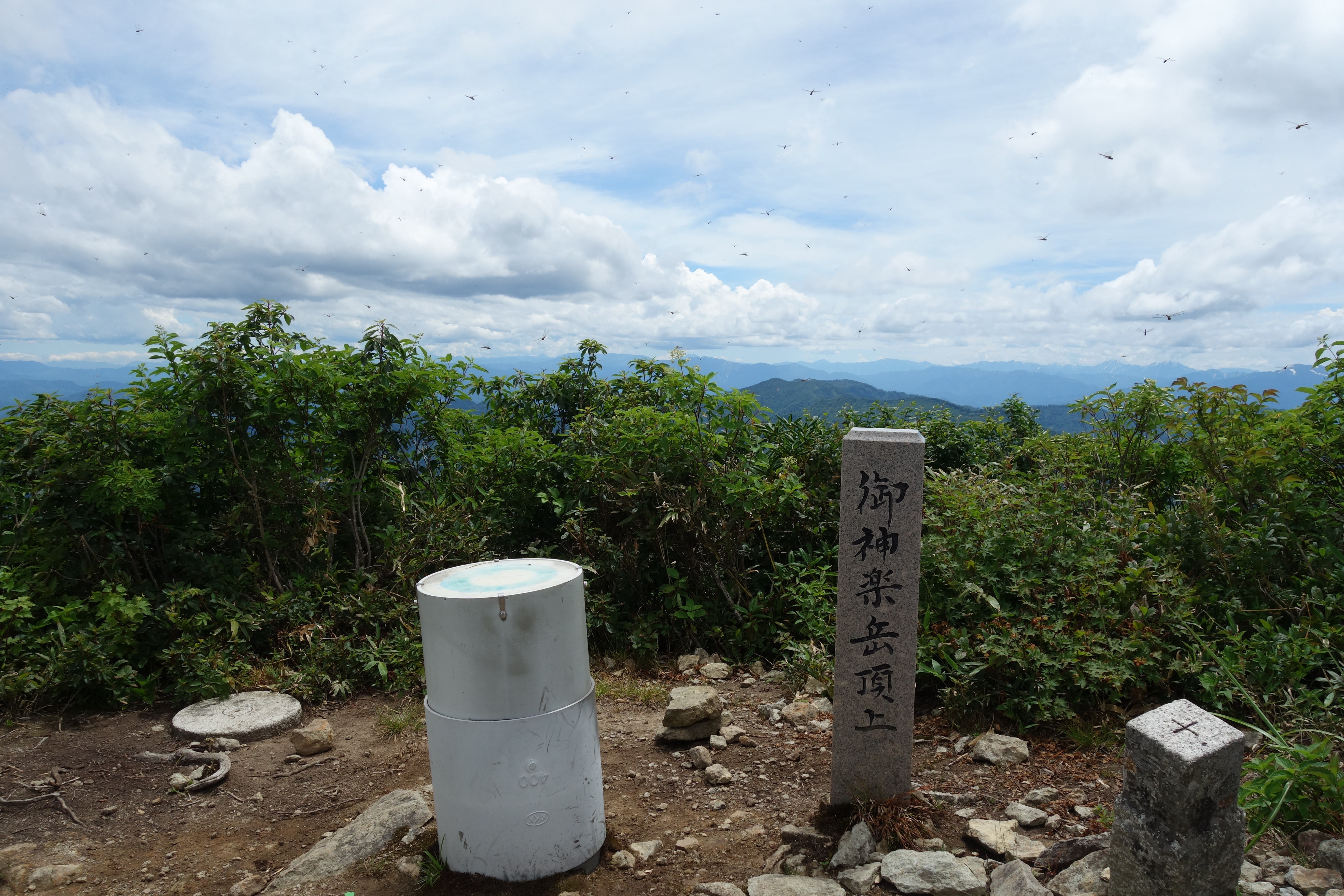
御神楽岳山頂
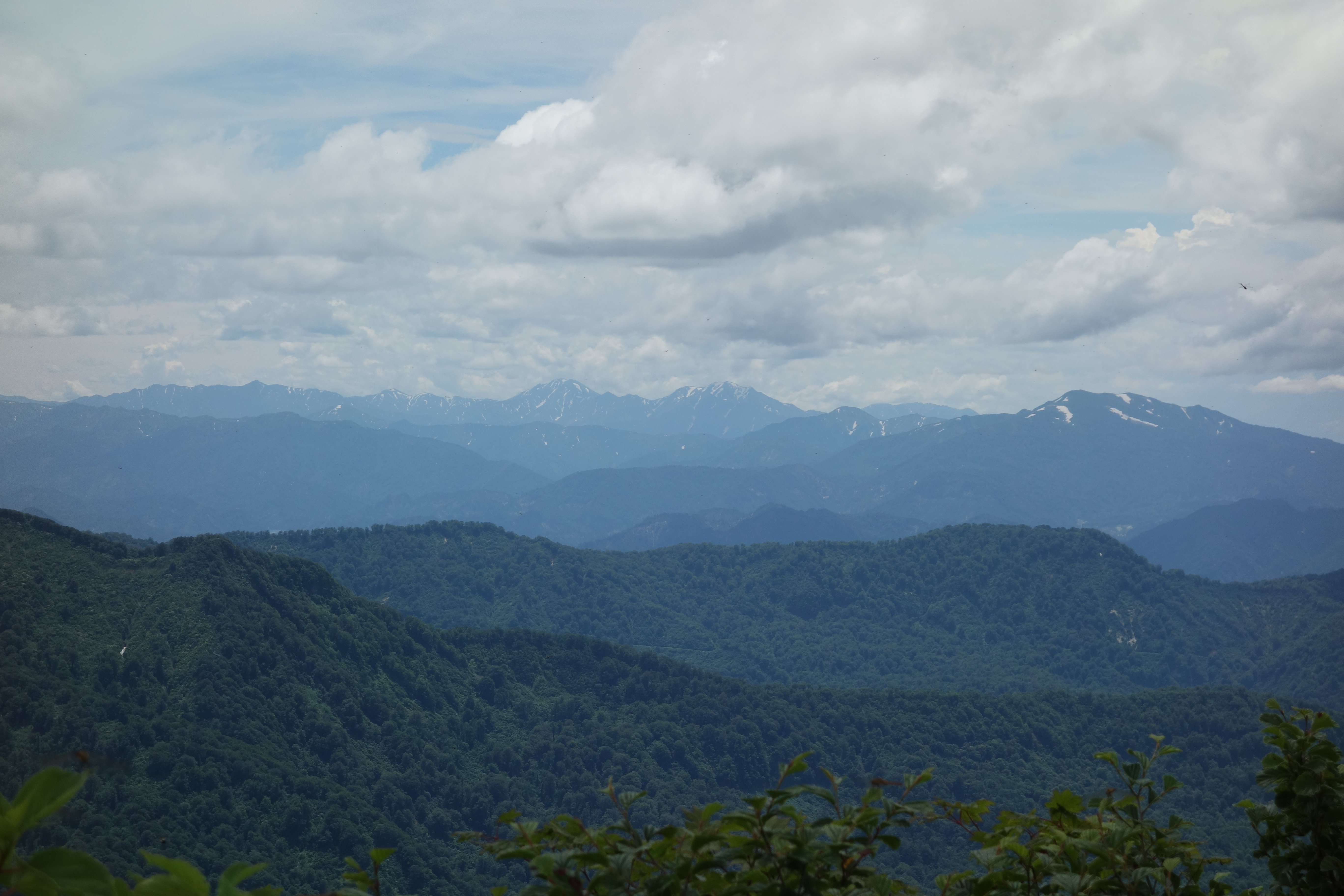
御神楽岳山頂から平ヶ岳、中ノ岳、越後駒ヶ岳、浅草岳を眺める
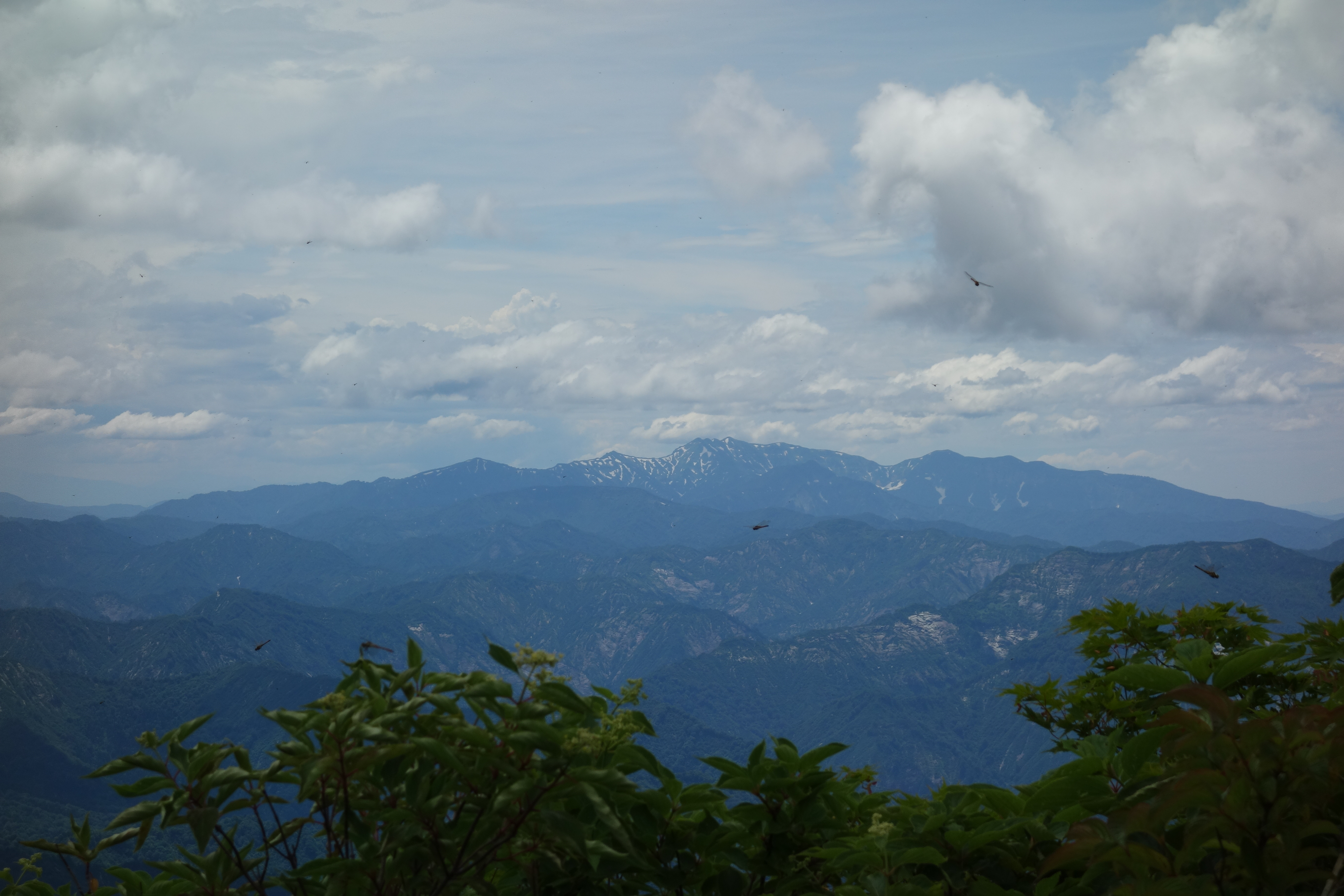
御神楽岳から守門岳、矢筈岳を眺める
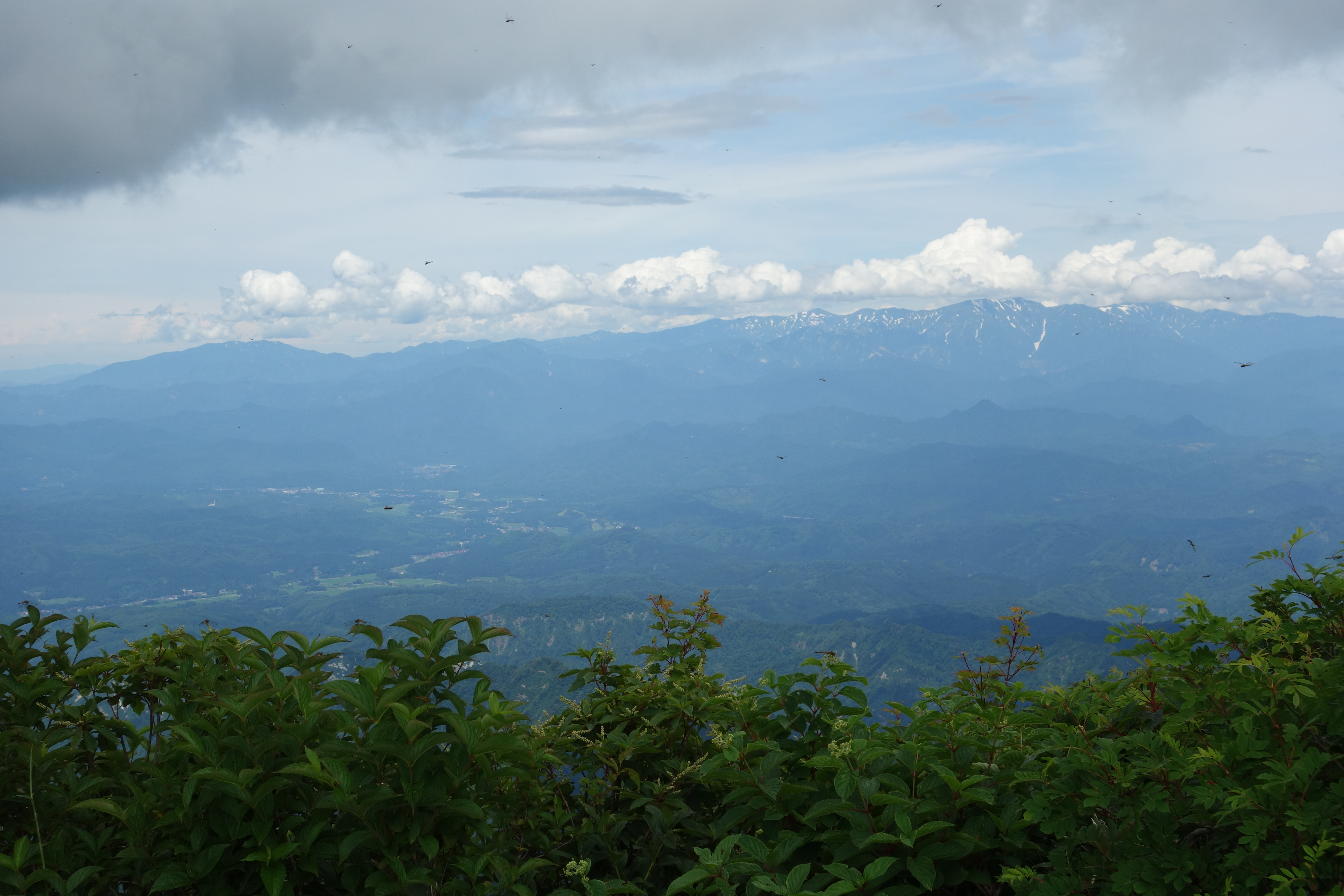
御神楽岳から二王子岳、飯豊連峰を眺める